# Amy Peterson
Amy Peterson (Maplewood, 29 novembre 1971) è un'ex pattinatrice di short track statunitense.

## Palmarès

### Olimpiadi
- Argento a Albertville 1992 nella staffetta 3000 metri.
- Bronzo a Lillehammer 1994 nei 500 metri.
- Bronzo a Lillehammer 1994 nella staffetta 3000 metri.